# 芦平曲韦
芦平曲韦（英語：Rupintrivir，也叫AG-7088、Rupinavir）是一种拟肽抗病毒药物，可作为小核糖核酸病毒3C蛋白酶和3C样蛋白酶抑制剂。它是为治疗鼻病毒而开发的，随后被研究用于治疗其他病毒性疾病，包括由小核糖核酸病毒引起的疾病、诺如病毒、和冠状病毒，例如SARS和COVID-19。